# Zec Pontiac
Pour les articles homonymes, voir Pontiac.
La zec Pontiac est une zone d'exploitation contrôlée (ZEC), situé dans la région de l'Outaouais dans la province de Québec, au Canada.
Cette zec est administrée par l'Association de la réserve Pontiac inc. qui a son bureau administratif au 11 rue St-Joseph à Gracefield.
La Zec Pontiac est un territoire de chasse, de pêche et d'activités récréotouristiques.

## Historique
L'association de la réserve Pontiac a été fondé en juin 1978

## Géographie
Le territoire de la zec couvre une superficie de 1 205 km2. Celle-ci chevauche la MRC Pontiac et la MRC La Vallée-de-la-Gatineau.

## Hydrographie
Le territoire de la zec comporte 350 lacs de pêche à l'omble de fontaine, doré, touladi et brochet. Le lac Brodtkorb est le lac à truite moucheté (Omble de fontaine) le plus achalandé de l'Outaouais.

## Faune
La chasse est contingentée sur la zec selon les périodes, les engins de chasse, le sexe des bêtes (orignal), les quotas pour les espèces suivantes : orignal, cerf de Virginie, ours noir, lièvre, gélinotte, tétras, dindon sauvage et bécasse.
La zec prohibe l'usage de moteurs à essence sur certains lacs. La pêche d'hiver est autorisée sur les lacs Mc Nally, du Dépôt, Evan, Gloria, Herman, Leblanc, Trump et (porc-épic).
La pêche est contingentée pour les espèces suivantes : omble de fontaine, touladi, brochet, doré et achigan.

## Tourisme
La Zec Pontiac est très populaire pour la pratique de diverses activités de plein air (VTT, vélo, canotage, le camping, la randonnée pédestre, vacances, chasse, pêche). Les visiteurs peuvent profiter de longues plages aux lacs David et Pythonga. 
La cueillette des fruits sauvages (bleuets, framboises et mûres) est populaire en juillet et août.
Plusieurs campings aménagés et rustiques sont disponibles sur le territoire. Il y a également 3 chalets locatifs et 5 refuges locatif.